# Ferruccio Parri
Ferruccioo Parri (19 de gener de 1890 a Pinerolo, Piamont - 8 de desembre, 1981 a Roma) va ser un polític partidista, antifeixista italià que va ocupar el càrrec de Primer Ministre d'Itàlia diversos mesos durant l'any 1945. Va estudiar literatura.

## Biografia
Parri va néixer a Pinerolo, Piemont. Va ser soldat durant la Primera Guerra Mundial, estant ferit en quatre ocasions i condecorat quatre vegades. Durant la resistència, va ser conegut com a «Maurizio». Va estudiar literatura ocupant el càrrec de professor al Liceo Parini a Milà, i després de la fi de la guerra, va treballar com a periodista del diari Corriere della Sera.
Va morir a la ciutat de Roma a l'edat de 91 anys. Parri està enterrat al Cementiri monumental de Staglieno a Gènova.